# Молдовський діалект
Молда́вський діале́кт (або говірка) — один з діалектів румунської мови. Ним послуговуються на приблизній території історичного регіону Молдови, нині розділеного між Республікою Молдова (включаючи фактично незалежне Придністров'я, міжнародно визнане частиною Молдови), Румунією та Україною.
Розмежування молдовського діалекту, як і всіх інших румунських діалектів, здійснюється насамперед шляхом аналізу його фонетичних особливостей і лише незначною мірою за морфологічними, синтаксичними та лексичними характеристиками.
Молдовський діалект є представником північної групи румунських діалектів; він вплинув на розмовну румунську Трансильванії і не є синонімом молдовської мови. Остання є альтернативним терміном для румунської мови, який деколи використовується в Республіці Молдова. Кордон між Румунією та Республікою Молдова не відповідає жодним значним ізоглосам, які б виправдовували діалектний поділ: фонетика та морфологія (які зазвичай визначають діалектні класифікації) майже ідентичні, тоді як лексичні відмінності мінімальні.

## Географічне поширення

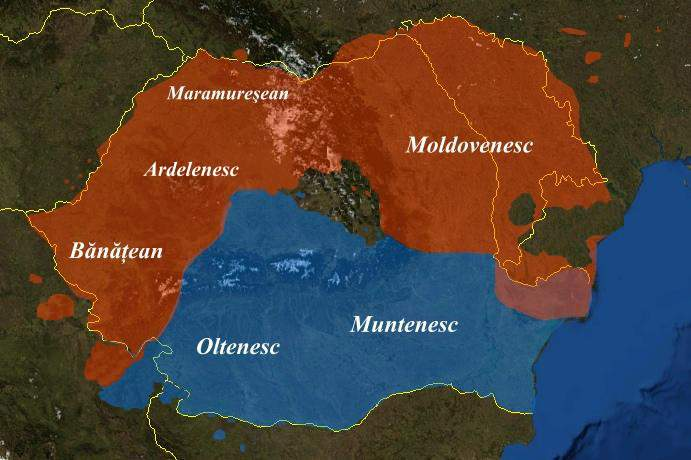
Основні наріччя румунської мови

Цим діалектом розмовляють у північно-східній частині Румунії, Республіки Молдова та прилеглих районах України. Це єдиний різновид, поширений на схід від Східних Карпат. Детально його територія поширення охоплює наступні адміністративні або історичні регіони:
- У молдовській частині Румунії: повіти Бакеу, Ботошані, Ґалаць, Ясси, Нямц, Сучава, Васлуй, Вранча;
- У Мунтенії та Північній Добруджі деякі ізоглоси поширюються на північні частини повітів Бузеу, Бреїла, Тулча;
- У Республіці Молдова: вся територія, включаючи регіон Придністров'я;
- В Україні:
  - Чернівецька область;
  - Одеська область;
  - громади в інших областях України;
- У північно-східній половині Трансильванії різні ізоглоси включають всі або частину таких повітів: Бистриця-Насеуд, Харгіта, Ковасна, Клуж (східна половина), Муреш (північна половина).

## Перехідні області
Перехідні різновиди молдовського діалекту зустрічаються в зонах контакту з іншими діалектами. Таким чином, молдовські риси часто зустрічаються за межами історичної молдовії: у Північній Добруджі, у північно-східній Мунтенії та на північному сході Трансільванії.

## Особливості

### Фонетичні особливості
молдовський діалект має такі фонетичні особливості, які протиставляють його іншим румунським діалектам:
- У постальвеолярних африкати [t͡ʃ, d͡ʒ] стають щілинні [ʃ, ʒ] [ˈʃapɨ, ˈʃinɨ, ˈʒeni] для стандартного ceapă, Cina, gena (вони також не палаталізованих як в діалекті Банату). Як наслідок, африката [d͡ʒ] і фрикатив [ʒ] зливаються в останній: [ʒok, ˈsɨnʒi] для joc, sânge.[3] Однак, хоча злиття охоплює більшу частину діалектної області, воно не є систематичним і іноді зустрічається у вільних варіаціях. У частинах південно-західної та північно-східної Молдови розрізнення зберігається.
- Після фрикативів [s, z, ʃ, ʒ] і африкати [t͡s] (іноді також після [r]) відбувається зсув голосних, який змінює [e] на [ə], [i] на [ɨ] і [e̯a] в [a] [səmn, ˈsɨŋɡur, ˈsarə, zər, zɨd, ˈzamə, ˈʃəli, raˈʃɨnɨ, ˈʒəli, t͡səs, ˈt͡sapən, rəʃʲ] для semn, singur, seară, zer, zid, zeamă, șale, rășină, jale, țes, țeapăn, reci.. У тих же фонетичних контекстах фонема /ʲ/, яка зазвичай відповідає за позначення множини в іменниках і прикметниках або другої особи в дієсловах, більше не реалізується: [paˈrint͡s, vjez] (для стандартних părinți, vezi). Як наслідок, у деяких іменниках та прикметниках, таких як moș, leneș, colț, ursuz, розрізнення чисел повністю втрачається.
- Після губного [v], [e] змінюється на [ə] а [e̯a] на [a] : [loˈvəsk, sə loˈvaskə] для lovesc, să lovească.
- Останнє слово [ə] стає [ɨ] : [ˈmamɨ, ˈkasɨ] для mamă, casă.
- Ненаголошений [o] закривається до [u] : [akupiˈrit] для acoperit (рідко).
- [o̯a] збережено: [ˈso̯ari, ˈbo̯alɨ] для soare, boală.
- Ненаголошений [e] у середній і кінцевій позиціях закривається до [i] : [ˈlapti, disˈfak] для lapte, desfac.
- У північних районах голосний [ə] безпосередньо перед наголосом відкривається на [a] : [maˈɡar, baˈtrɨn, taˈkut, paˈduri] для măgar, bătrân, tăcut, pădure.
- Дифтонг [ja] перетворюється на [je] : [bəˈjet, ɨŋkuˈjet] для băiat, încuiat.
- Етимологічний [ɨ] зберігається в словах [ˈkɨni, ˈmɨni, mɨnʲ, ˈpɨni] для câine, mâine, mâini, pâine.
- У губних [p, b, m] отримують палаталізований вимова, коли йдуть переднім голосні і стати [c, ɟ, ɲ] відповідно: [koˈkʲil, ˈɡʲini, nʲel] для Copil, Bine, miel.
- Подібним чином відбувається палаталізація губних губ [f, v], але двома різними способами. У південній половині області діалектних вони стають [ç, ʝ] відповідно, в той час як в північній половині вони стають [ɕ, ʑ] [ˈhʲerbi / ˈʃʲerbi, ɦʲiˈt͡səl / ʒʲiˈt͡səl] для fierbe, Vitel.
- Зубні звуки [t, d, n] залишаються незмінними перед [e, i, e̯a] : [ˈfrunti, diˈparti, de̯al, ˈneɡru, ˈne̯aɡrə].
- Африкат [d͡z] зустрічається, як і в [d͡zɨk], як у банатському діалекті, діалекті Марамуреш і арумунській мові, тоді як у волоському діалекті, діалекті Criş та стандартній румунській мові він перетворився на [z] [d͡zɨk] для zic (лат. dico).
- [e̯a] в останніх позиціях стає монофтонгом [ɛ] : [aˈvɛ, spuˈnɛ] для avea, spunea.
- Нескладні версії [i] та [u] зустрічаються в кінцевих позиціях слова: [pəduˈrarʲ, koʒoˈkarʲʷ] для pădurar, cojocar.

### Морфологічні особливості
- Іменники жіночого роду, що закінчуються на -că, мають форми родового та давального відмінку, що закінчуються на -căi : maicăi, puicăi (порівняйте зі стандартними maicii, puicii).
- Іменник tată «батько» з означеним артиклем має форму tatul (стандарт tatăl).
- Присвійний артикль незмінний: a meu, a mea, a mei, a mele («мій», стандартний al meu, a mea, ai mei, ale mele).
- Розрізнення числа здійснюється в дієсловах в недоконаному вигляді від 3-ї особи: era / erau, făcea / făceau (як у стандартній мові).
- Простий досконалий не вживається, хіба що рідко, лише в 3-й особі, із простим значенням минулого часу.
- Допоміжне слово для складеного перфекта має однакову форму як для однини, так і для множини 3-ї особи: el o fost / ei o fost («він був / вони були», стандарт el a fost, ei au fost).
- У Північній Молдові плюсперфект робиться також аналітично: m-am fost dus, am fost venit («я пішов, я прийшов», стандарт mă dusesem, venisem).
- Майбутній час у дієсловах використовує інфінітив і іноді тотожний йому: va veni, a veni («він прийде», стандарт тільки va veni).
- Умовні форми: să deie, să steie, să beie, să vreie (стандарт să dea, să stea, să bea, să vrea).
- Зустрічаються такі імперативи: ádă, vină (стандартний adú, vino).
- Коли об'єктом дієслова є інше дієслово, останнє знаходиться в його інфінітивній формі, включаючи ізольовану морфему a : prinde a fierbe («починає кипіти», стандарт використовує підрядний зв'язок: prinde să fiarbă або începe să fiarbă).
- Родові та давальні відмінки іменників, як правило, утворюються аналітично: dă mâncare la pisică («дати їсти кішці», стандарт dă mâncare pisicii).

### Лексичні особливості
- Деякі слова зберегли архаїчні форми: îmblu, împlu, întru, înflu, nour, dirept (порівняйте зі стандартними umblu, umplu, intru, umflu, nor, drept).
- Вказівні займенники мають особливі форми: [aˈista, aˈjasta, aˈʃela, aˈʃeja] («цей» чоловічий і жіночий рід, «той» чоловічий і жіночий; порівняйте зі стандартними acesta, aceasta, acela, aceea).
- Інші специфічні слова: omăt («сніг», zăpadă), agudă («шовковиця», dudă), perje («сливи», чорнослив), ciubotă («високий чобіт», cizmă), cori («кір», pojar) тощо.

### Зразок
Молдовський говір: [jɛ aˈvɛ ˈdowɨ vaʃʲ ʃɨ sɨ ɲiˈraw ˈwaminij di ˈvaʃili jij kə dəˈdew 'un ʃjubəˈraʃ di ˈlapti ‖ ʃɨ aˈʃə di la o ˈvremi stɨrˈkisɨrɨ ˈvaʃili ‖ nu maj dəˈdew ˈlapti]
Стандартна румунська: Ea avea două vaci și se mirau oamenii de vacile ei că dădeau un ciubăraș de lapte. Și așa de la o vreme stârpiseră vacile, nu mai dădeau lapte.
Переклад: «У неї було дві корови, і люди дивувалися на її корів за те, що вони давали відро молока. І так від часу корови стали сухі, перестали давати молоко».

## Подальше читання
- Маріан Антофі, «Evoluția consoanelor africate în subdialectul moldovenesc» [Архівовано 8 листопада 2021 у Wayback Machine.], Аннали філологічного університету Овідія, вип. XIV, № 15-21, 2003, с. 15–21 (in Romanian)